# Iwanow (Tschechow)
Iwanow (auch Ivanov; russisch Иванов) ist ein Theaterstück von Anton Tschechow in vier Akten. Das Stück entstand im Jahr 1887 und wurde ursprünglich als Komödie vorgestellt. 1889 wurde es vom Autor in einer überarbeiteten Fassung als Tragödie veröffentlicht.

## Personen
Nikolaj Aleksejevitsch Iwanow, Ständiges Mitglied der Behörde für Bauernangelegenheiten
Anna Petrowna, seine Frau, geborene Sarrah Abramson
Matwej Semjonowitsch Schabjelski, Graf, sein Onkel mütterlicherseits
Pawel Kiriljitsch Lebedjew, Vorsitzender der Zemstvoverwaltung
Sinaida Sawischna, seine Frau
Sascha, Tochter der Lebedjews, 20 Jahre alt
Jewgeni Konstantinowitsch Lwow, junger Landarzt
Marfa Jegorowna Babakina, junge Witwe, Gutsbesitzerin, Tochter eines reichen Kaufmanns
Dmitri Nikititsch Kosich, Steuereintreiber
Michail Michailowitsch Borkin, entfernter Verwandter Ivanovs und Gutsverwalter bei ihm
Awdotja Nasarowna, alte Frau von unbestimmtem Beruf
Jegoruschka, Kostgänger bei den Lebedjews
Gäste, Lakaien

## Handlung
Die Handlung des Stücks spielt sich in einer nicht näher genannten russischen Provinzstadt Ende des 19. Jahrhunderts ab. In Anknüpfung an sein frühes Drama Platonow ließ der Autor die Protagonisten in der für ihn typischen Weise auch hier als gescheiterte Intellektuelle aus dem Kleinadel auftreten, die aus ihrer alltäglichen Apathie keinen Ausweg zu finden vermögen und stattdessen in Tagträume versinken. Der Titel des Stücks ist ein verbreiteter russischer Familienname, der hier als eine Art Synonym für „alle Welt“ stehen soll. Die Titelfigur, Nikolai Alexejewitsch Iwanow, ein 35-jähriger Gutsbesitzer, ist einer von solchen „überflüssigen Menschen“. Er lebt auf seinem Gut mit seiner Frau, die er vor fünf Jahren, wie er selbst zugibt, aus Liebe geheiratet hat. Diese Frau, Anna Petrowna, ist Jüdin und konvertierte damals zum Christentum, weswegen sie von ihren Angehörigen verstoßen wurde. Inzwischen ist Anna an Schwindsucht erkrankt, wie der Semstwo-Arzt Jewgeni Lwow diagnostiziert. Dieser empfiehlt Anna eine Kur auf der Halbinsel Krim, wofür der hochverschuldete Iwanow jedoch kein Geld übrig hat. Im ersten Akt gibt Iwanow dem Arzt zudem zu, dass er seine Frau inzwischen nicht mehr liebt. Anstatt seiner schwerkranken Frau beizustehen, verbringt Iwanow die Abende immer öfter auf dem Gut der befreundeten Familie Lebedew. Am Ende des ersten Aktes fährt er abermals dorthin. Anna Petrowna kann das nicht länger ertragen und reist mit Lwow ihm heimlich nach.
Der zweite Akt spielt im mit luxuriösem Schnickschnack voll geschmückten Haus der Lebedews. Es läuft eine Feier mit Gästen. Bevor Iwanow ankommt, wird auch über ihn und seine Frau gelästert. Es kommen dabei auch antisemitische Vorurteile zum Tragen, es wird behauptet, dass Iwanow seine Anna seinerzeit nur wegen ihrer reichen Eltern geheiratet habe. Nachdem Iwanow hereinkommt und auf die Frage, wie es seiner Frau geht, von der Krankheit berichtet, glaubt man ihm nicht so recht. Mit Sascha, der 20-jährigen Tochter der Lebedews, redet Iwanow kurze Zeit später unter vier Augen; er beklagt sein trostloses Dasein und speziell die ihm nicht mehr genehme Anwesenheit seiner Frau, woraufhin Sascha ihm erfolglos rät, er solle sich richtig verlieben. Das Gespräch mündet in einen Flirt. Später erklärt Sascha Iwanow, sie habe sich in ihn verliebt. Inzwischen kommen Anna und Lwow an. Sie trauen sich zunächst nicht in das Haus zu gehen und bleiben im Garten. Dort treffen sie auf Iwanow und Sascha, die sich gerade küssen, woraufhin Anna in Ohnmacht fällt.
Der dritte Akt spielt sich wieder in Iwanows Haus ab. Zunächst warten Lebedew und Iwanows Onkel hier auf ihn. Als Iwanow in das Zimmer kommt, belästigt ihn Lebedew, dem Iwanow Geld schuldet, wieder mit der Bitte um die Begleichung der Zinsen. Daraufhin redet Iwanow mit Lwow, welcher wieder auf Annas Krankheit eingeht und schließlich gegenüber Iwanow zugibt, dass er sein Verhalten ihr gegenüber abscheulich findet. Dann kommt Sascha zu ihm, gesteht ihm wieder ihre Liebe. Obwohl sie heimlich reingekommen war, bekommt Anna Petrowna dies mit. Nachdem Sascha gegangen ist, spricht sie ihren Mann darauf an, nennt ihn einen Lügner, den sie die ganze Zeit geliebt habe, der sie jedoch betrüge. Iwanow bestreitet dies, bittet Anna aufzuhören, nachdem sie nicht nachgeben will, verrät er ihr, das ärztliche Verbot brechend, die Wahrheit über ihre Krankheit. Anna wusste offenbar nichts davon und ist geschockt, und Iwanow bricht aus Reue über das eben Gesagte in Tränen aus.
Zwischen dem dritten und dem vierten Akt vergehen mehrere Monate. Der Akt beginnt mit Lwows Monolog, aus dem zu erfahren ist, dass Anna inzwischen ihrer Krankheit erlegen ist. Er schimpft darin auf Iwanow, der, kaum dass seine Frau tot ist, sich bereits eine andere (Sascha) aufgerissen habe. Dann laufen die Vorbereitungen für die Hochzeit von Iwanow und Sascha. In der achten Szene jedoch, als die beiden allein sind, resigniert Iwanow und will doch nicht heiraten; er ergeht sich in Selbstvorwürfen und gibt zu, dass er seine Frau in ihrem letzten Jahr schlecht behandelt habe, bezeichnet sich als endgültig verloren. Es kommt zu einem Eklat mit Saschas Vater. In der Schlussszene kommt Lwow herein und sagt zu Iwanow vor allen Beteiligten, dass er ein Schuft sei. Sascha und die anderen sind empört, nur Iwanow lässt sich davon nicht beeindrucken. Mit den Worten, dass man wissen müsse, wann man zu gehen habe, läuft Iwanow zur Seite und erschießt sich.

## Hintergrund
In seiner ersten Fassung wurde Iwanow am 19. November 1887 in Moskau am Korsch-Theater uraufgeführt. Bereits nach der zweiten Vorstellung begann Tschechow, das Stück zu überarbeiten.
Die neue, zweite Fassung wurde von Tschechow im Dezember 1888 fertiggestellt. Im Vergleich zur ersten Version, die der Autor offiziell als Komödie bezeichnete, kamen hier die ernüchternden Monologe der Titelfigur und ihr Selbstmord hinzu, während es in der ursprünglichen Fassung in der Tat zur Hochzeit zwischen Iwanow und Sascha kommt. Somit erscheint in der überarbeiteten Fassung Iwanow zwar auch als einer dieser „überflüssigen Menschen“ – der verarmten Adligen, die ziel- und antriebslos vor sich hin leben, weder fähig noch willens, ihr Leben durch nützliche Tätigkeit grundlegend zu ändern, auch wenn es durch äußere Umstände unabdingbar erscheint – jedoch auch durchaus als jemand, dem der Anstands- und Gerechtigkeitssinn noch nicht ganz abhandengekommen ist, was sich an seinen Monologen und letztlich an seinem Freitod beweist.

Auch diese Fassung überarbeitete Tschechow im Januar 1889 ein weiteres Mal. Diese dritte Fassung wurde am 31. Januar 1889 im Alexandrinski-Theater in Sankt Petersburg uraufgeführt. Im selben Jahr wurde sie, nachdem Tschechowv erneute Änderungen vorgenommen hatte, in der Märzausgabe der Zeitschrift Sewerny Westnik abgedruckt, 1897 schloss sie Tschechow mit einigen Korrekturen in einen Sammelband seiner Bühnenstücke ein.

„Iwanow ist erschöpft, er begreift sich selbst nicht, aber das Leben geht das nichts an. Es stellt ihm seine gesetzmäßigen Forderungen, und ob er will oder nicht, er muss die Fragen lösen. Die kranke Frau ist eine Frage, der Haufen Schulden ist eine Frage, Sascha hängt sich ihm an den Hals, auch das ist eine Frage. Wie er all diese Fragen löst, ist aus dem Monolog des dritten Aktes zu ersehen, ebenso aus dem Inhalt der letzten beiden Akte. Menschen wie Iwanow lösen keine Fragen, sie brechen unter der Last zusammen. Sie verlieren die Geistesgegenwart, schlagen vor Verwunderung die Hände zusammen, werden nervös, klagen, machen Dummheiten, und zum Schluss, wenn sie ihren schlappen, undisziplinierten Nerven freien Lauf gelassen haben, verlieren sie den Boden unter den Füßen und treten ein in die Reihen der „Zusammengebrochenen“ und „Unverstandenen“.“

Der Text der Uraufführung und die endgültige Fassung nach einer Übersetzung von Ulrike Zemme dienten Elisabeth Plessen und Peter Zadek als Vorlage der Iwanov-Aufführung 1990 im Wiener Burgtheater, mit Gert Voss, Angela Winkler und Hans Michael Rehberg in den Hauptrollen.

## Übersetzungen ins Deutsche (Buchausgaben)
- Anton Tschechow: Iwanow. Drama in 4 Aufzügen. Deutsch von August Scholz. Berlin 1919
- Anton Tschechov: Ivanov. Übersetzt von Johannes von Günther. In: Anton Tschechov: Dramen. Hamburg, 1960, S. 35–96.
- Anton Tschechow: Iwanow. Drama in vier Akten. Übersetzt von Sigismund von Radecki. In: Anton Tschechow: Dramatische Werke. Zürich 1968, S. 107–206
- Anton Čechov: Ivanov, Drama in vier Akten. Übersetzt und herausgegeben von Peter Urban. Zürich 1974
- Anton Tschechow: Iwanow. In: Anton Tschechows Stücke. Übersetzt und bearbeitet von Thomas Brasch. Frankfurt am Main 1985
- Anton Tschechow: Iwanow. Übersetzt von Kay Borowsky. Ditzingen 1997